# Saab 18
Uppslagsordet S 18 omdirigerar hit. För det svenska spaningsflygplanet med beteckning S 18 som konstruerades 1919, se FVM S-18.
Saab 18 var ett tvåmotorigt bomb- och attackflygplan från början konstruerat av ASJA och sedan tillverkat av Saab som användes i Sverige under andra världskriget. Saab 18 kom att göra tjänst i 4 primära varianter. Dessa fick i svenska flygvapnet beteckningarna B 18A, B 18B, S 18A och T 18B. Ett flertal andra varianter planerades men på grund av jetåldern blev Saab 18 föråldrad relativt snabbt och dessa varianter blev aldrig realiserade. Under sina första år var Saab 18 ett mycket modernt stridsflygplan jämfört med utländska typer.

## ASJA L-11 & P8

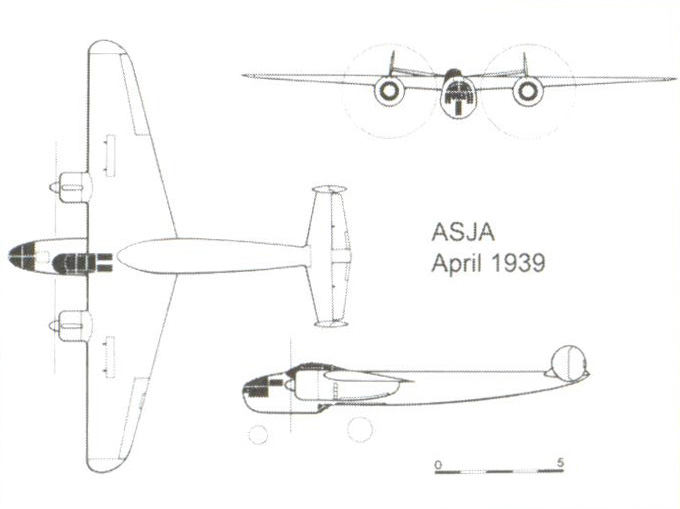
ASJA:s L 11 med flygvapnets testbeteckning P8A.

I 1936 års försvarsbeslut föreslogs uppsättandet av fyra bombflottiljer, varav två skulle utrustas med medeltunga bombplan. Man ville ha ett enmotorigt och ett tvåmotorigt bombplan, av hög klass. Den ännu inte färdigutvecklade svenska flygindustrin kunde inte konstruera något sådant så 1938 gjordes en rundresa i Europa för att studera vad som fanns till buds. Potez 63, Bloch MB.170, Breguet 690 (S 10), Breda 88 och Fokker G 1 (S 13) var några flygplan som var intressanta. Fokkern var dessutom byggd för störtbombsfällning, vilket var ett önskemål från svensk sida. 
En specifikation utfärdades från flygvapnet, planet skulle vara tvåmotorigt med 3 mans besättning. Det skulle kunna ta 750 kg i bomblast till ett mål 500 km från utgångspunkten. Störtbombsfällning, med reducerad last, var också ett krav. Maxhastigheten skulle ligga på ca 550 km/h och man avsåg att använda antingen Bristol Taurus eller Pratt & Whitney Twin-Wasp-motorer. Projektet döptes till P 8. AFF/Saab, ASJA och Götaverken svarade att de var intresserade. AFF/Saab konstruerade ett midvingat dubbelfenat bombflygplan med bubbelformad nos och cockpit konstruerad av glaspannor liknande det på B 16. Planet kallades G.1 och skickades in i januari 1939. Götaverken lett av Bo Lundberg konstruerade ett medelstort bombplan liknande B-25 kallat GP.8 som hade en besättning av 4 man. Flygplanet skickades in i mars 1939 och fick beteckningen P8B av flygvapnet. ASJA konstruerade L-11 som kom att bli grunden för Saab 18. Planet skickades in den 15 februari 1939 och fick beteckningen P8A. L-11 kunde inte godtas då man inte gillade planets noshjul samt att planets bombinstallation och beväpning inte uppfyllde kraven. GP.8 ansågs överlägsen både G.1 och L-11 av Nils Söderberg, chef för Flygvapnets Försökscentral. Men Götaverkens förslag föll bort medan ASJA och AFF/Saab slog sig samman i ett nytt bolag 1939, Svenska Aeroplanaktiebolaget (SAAB). Man skrotade då G.1 projektet och gick med ASJA:s projekt L-11.
År 1939 beställde Flygvapnet ett provflygplan (nr 18001) med beteckningen P 8. Chefskonstruktör blev överingenjör Anders J Andersson. Första flygningen ägde rum 19 juni 1942 av provflygaren Claes Smith, hans kommentar efter provflygningen löd "Den flög i det närmaste perfekt redan från början".

## B18
Serieleveranserna inleddes år 1944. Flygvapnets benämning blev B 18A. 
Flygplanet var uppbyggt helt av metall med undantag av roderytor som var klädda med spänd duk. Motoralternativen skiljde A-, och B-versionerna från varandra. A-versionen utrustades med svensktillverkade Pratt & Whitney TWC stjärnmotorer från SFA medan B-versionen utrustades med Daimler-Benz DB605b radmotorer. Detta gjorde att motorkåporna såg helt olika ut på dessa två varianter.
Först levererades B 18A till Västmanlands flygflottilj (F 1) i Västerås som ersättning för B 3 vilka inte längre ansågs klara rollen som bombflygplan.
Hallands flygflottilj (F 14) fick år 1945 som första flottilj B 18B. År 1946 ersatte Flygvapnet alla B 18A mot B 18B och samtliga 60 B 18A placerades vid Östgöta flygflottilj (F 3) och Södermanlands flygflottiljer (F 11) som spaningsflygplan med benämningen S 18A.
Under 1930-talet skapades torpedflyget och en variant av Saab 18 togs fram för att fälla torpeder mot fartyg. Dock visade det sig att det vid tidpunkten inte fanns några effektiva torpeder, eftersom planets fart var för hög för de torpeder som användes av flygvapnet. En nykonstruktion av en torped var inte aktuell eftersom både robotar och raketer var under utveckling. Planet försågs istället med en kraftig Bofors L50 57 mm kanon. Dessa flygplan placerades vid Blekinge flygflottilj (F 17) och benämndes T 18.
När T 18B inte blev ett torpedflygplan fick den en attackroll som sedan gavs till B 18B, runt 1949 fick både B 18B och T 18B raketramper som fulländade attackrollen.

## T18B

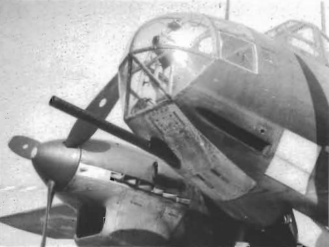
T 18B prototyp med 57 mm akan m/47.

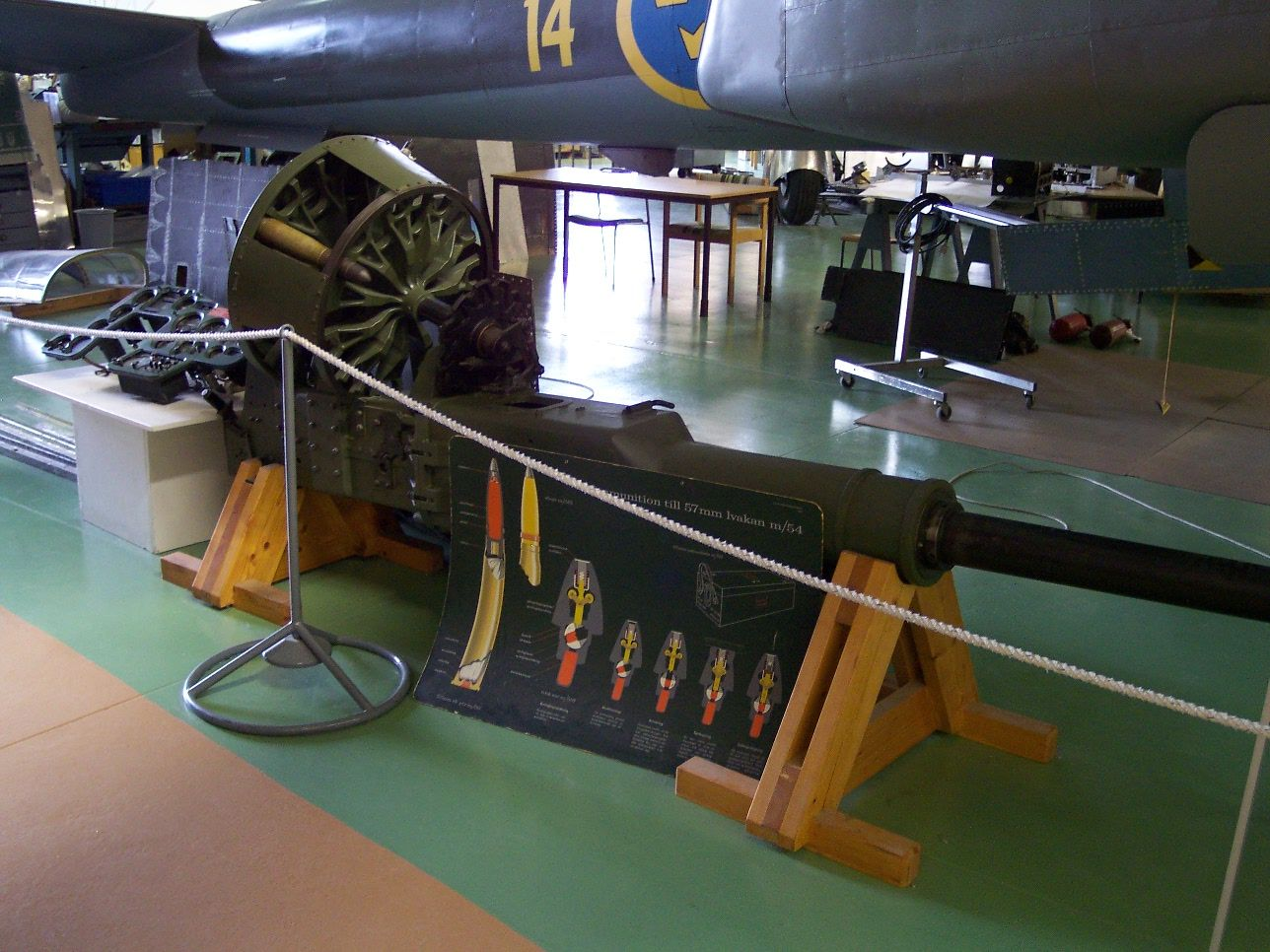
T 18B:s 57 mm automatkanon m/47 på Flygvapenmuseum.

År 1941 fick ville flygvapnet ha ett nytt modernt torpedflygplan. Saab föreslog då Saab 18 som plattform för det nya torpedflygplanet. 
Specifikationen löd: 3 i besättning, 2 stycken 20 mm akan m/41A med 130 patroner per kanon, den ska behålla den existerande framåtriktade 13,2 mm automatkanonen, den ska kunna bära en 950 kg torped, en tung mina eller en 1 000 kg bomb. 
Från början föreslog man Saab B 18A som plattform då den var långsammare än B 18B vilket gjorde den mer lämplig för torpedfällning. Men på grund av problem med att kunna konstruera ett stort nog bombrum för torpeden gick man för en kort tid över till en utvändigt monterad torped. Men när CTV hade konstruerat klart torpeden upptäckte man, att B 18 inte hade frigången mellan kropp och landställ för att torpeden skulle kunna monteras utvändigt. Man riktade nu in sig på B 18B som torpedbärare då den hade aningen längre kropp, och man bestämde sig för att montera torpeden i ett nykonstruerat bombrum i stället för utvändigt. Även i denna konfiguration fanns det ont om plats, och torpeden behövde monteras 4,5° framåt i bombrummet för att få plats.
Som prototyp valdes B 18B nummer 18164, och den togs av produktionslinjen för att modifieras med nytt bombrum och ny nos. Nummer 18164 flög för första gången den 7 juli 1945 modifierad till en T 18B. 
Under utprovning av vapen visade det sig att T 18B var för snabb för torpedfällning. Och om man väl lyckades komma in i rätt fart för torpedfällning så behövde man släppa torpeden på 15 meters höjd vilket var något som man inte gjorde hur lätt som helst. Förutom torpeden testades även en rökbomb kallad rökbomb m/39, som var en modifierad dimbildare m/39 och en 1 000 kilos minbomb som kom att få beteckningen 1 000 kg minbomb m/47. Till slut skrotade man torpedprojektet helt och hållet, då en nykonstruerad torped inte var aktuell eftersom både robotar och raketer var under utveckling.
I stället för en torped utrustades T 18B med två 20 mm automatkanon m/41A med var sitt 130 patroners trummagasin, och i bombrummet monterades en Bofors 57 mm automatkanon m/47. Kanonen vägde 550 kg tom och 735 kg full och var 5,3 meter lång. Magasinen rymde 40 projektiler (41 med en i loppet) som kunde avfyras med en hastighet av 180 patroner i minuten. Den kunde skjuta både högexplosiv och pansarbrytande ammunition. Kanonen kunde installeras i flygplanet på ca två timmar. 
T 18B hade en mer aerodynamisk form på nosen än tidigare versioner av Saab 18, vilket minskade bränsleförbrukningen och ökade hastigheten. Efter att Saab 21 utrustas med katapultstol, som visat sig vara ett säkrare sätt att lämna flygplanet på vid nödsituationer, inleddes 1948 en modifiering av T 18B där cockpit byggdes om för att ge plats för två katapultstolar. 
Leveranserna av T 18B inleddes 1947 till marinsamverkansflottiljen på Blekinge flygflottilj. Här flögs de tills det att de avfördes åren 1956–1957 och efterträddes av flygplan A 32 Lansen.

## Utrustning

### Automatkanoner

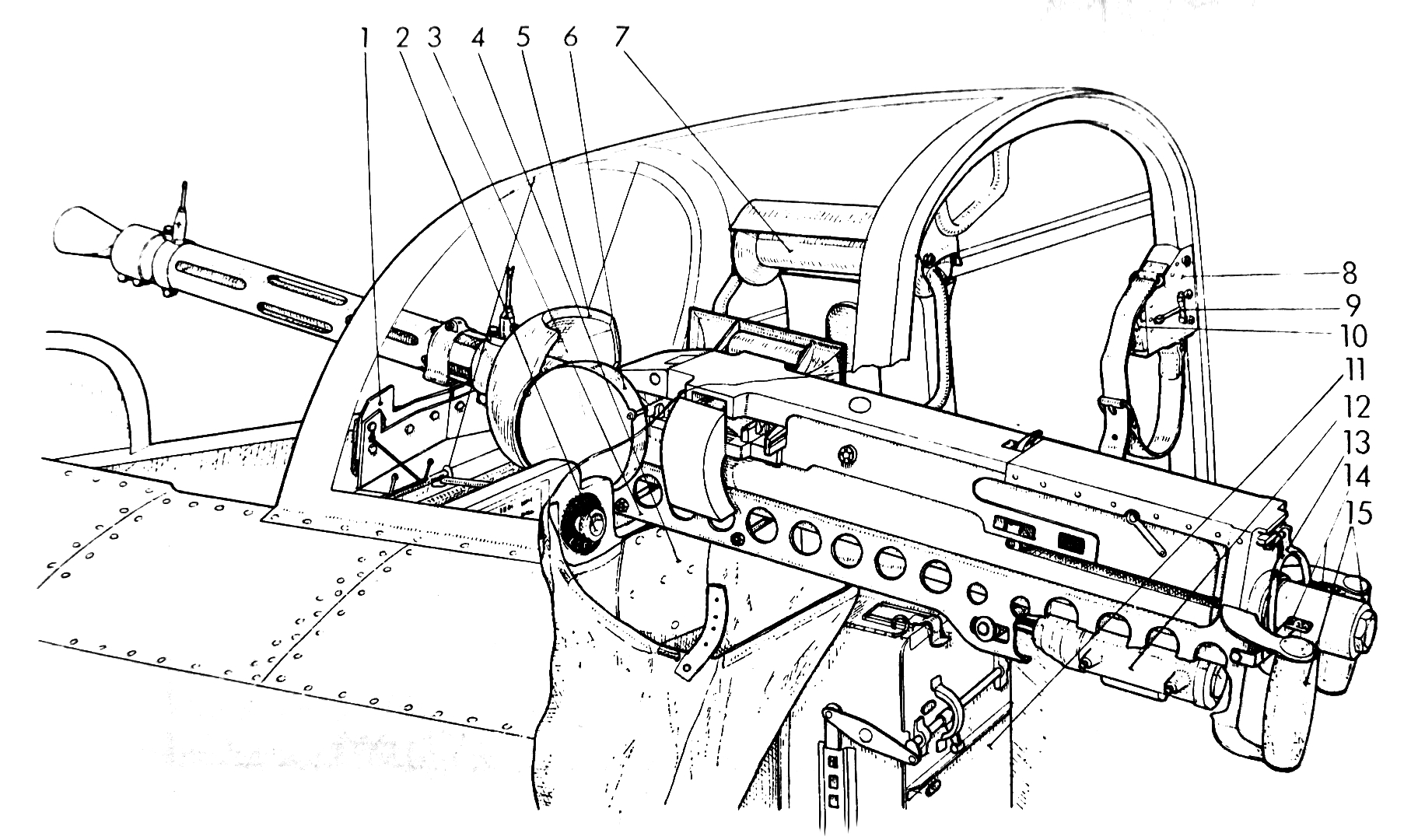
13,2 mm akan m/39 (övre) för signalisten.
Magasinlådan åker uppåt när vapnet skjuts för att vapnet ska matas ordentligt.

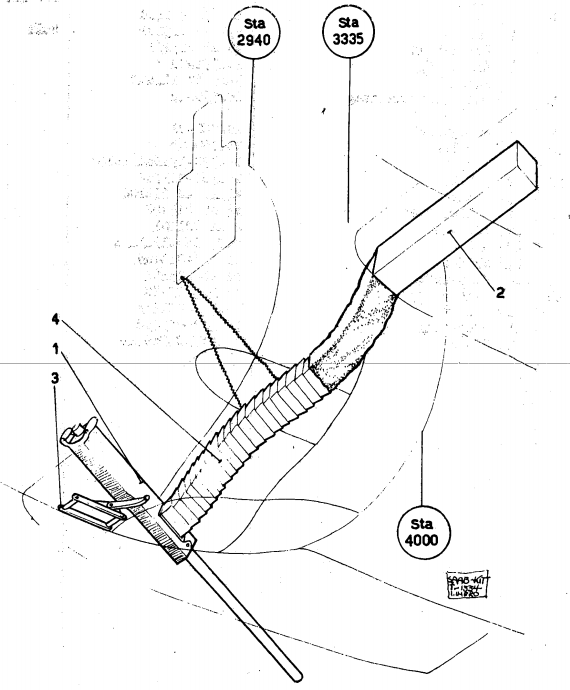
13,2 mm akan m/39 (undre) för spanaren.
Detta vapen fanns enbart på B 18A och B 18B under tidigt skede. De monterades bort efter viss tid.

Informationen om Saab 18:s beväpning är generellt svårbedömd eftersom den under sin tid i tjänst modifierades för olika ändamål efter stationeringsort. Bland annat byttes eldrören i dess 13,2 mm automatkanoner ut mot 12,7 mm-eldrör runt decennieskiftet 1950.
Den primära typen av vapen i Saab 18 var 13,2 mm automatkanon m/39 (akan m/39). Skillnaden vid den här tidpunkten mellan en automatkanon och en tunga kulsprutor som 12,7 mm Browning 2 var att den förra sköt högexplosiv ammunition. Senare har gränsdragningen istället blivit kalibern, med 20 mm som under gräns. Akan m/39 var ett modernt och effektivt vapen med hög utgångshastighet och en eldhastighet av 1 080 skott i minuten, 200–400 mer än de snabbaste automatkanonerna med 20 mm kaliber. Allt detta gjorde akan m/39 ett mycket effektivt vapen att montera på flygplan.
B18A bestyckades med tre 13,2 mm akan m/39 varav en siktades av piloten/navigatören och var fästad i höger kabinkind med patronledaren (magasinet) i vingroten. Patronledaren höll 300 patroner. De andra var rörliga och monterade bakåt. Även dessa hade 300 patroner var. Signalisten som satt bakom piloten hade en som han kunde använde för att skjuta ner fientligt flyg över och bakom flygplanet. Den hade sitt magasin i en låda till höger om vapnet (från signalistens ögon). Lådan åkte uppåt när vapnet avfyrades för att mata vapnet ordentligt. Spanaren i glasnosen skötte den tredje kanonen och kunde skjuta nedåt och bakåt. Den hade sitt magasin i den andra vingroten och sköt genom ett hål i instigningsluckan. Spanarens akan avskaffades efter 1945. Skälet var att spanaren huvudsakligen blickade framåt samt att vapnet var svåranvänt på grund av dålig sikt bakåt. Detta gick även över på S 18A.
Tidiga B 18B hade kvar spanarens akan, men även denna togs bort ganska snart efter att B 18B kommit i tjänst.
Flera källor och officiella listor nämner en 20 mm akan för både B 18A och B 18B, tillsammans med den fasta 13.2 mm automatkanonen. Denna 20 mm automatkanon finns inte att se på något fotografi, ritning eller i någon manual. Ingen av källorna nämner heller en position för vapnet. Andra källor och en officiell lista nämner att Saab B 18A var beväpnad med endast 8 mm ksp m/22 istället för 13,2 mm akan m/39. Detta betyder troligtvis att vissa flygplan av denna typ var beväpnade med dessa kulsprutor.
Saab 18 modifierades på flottiljerna för olika ändamål. En modifikation var 2st framåtriktade 13,2 mm akan m/39. Om den andra m/39:an ersatte 20 mm m/41:an är inte känt. På F 17 fick B 18B en 37 mm automatkanon av okänd modell. F17 var baserat invid Östersjön är det troligt att kanonen skulle användas mot ubåtar och andra små sjömål. B 18B på F17 fick även en PS-18/A radar från S 18A som gav dem en målfinnarroll samt lysbombfällningsplan.
Det fanns en plan att montera T 18B:s 57 mm automatkanon m/47 i B 18B. Denna skulle monteras i kroppen eller i en balja (vapenkapsel) i bombrummet.
T 18B hade till skillnad från B 18A och B 18B två 20 mm akan m/41A i nosen. Dessa var försedda med trummagasin med 130 patroner vardera. Det är möjligt att spanaren kunde ladda om dessa under flygning då de enligt ritningar var belägna i spanarens utrymme. En liknande ide fanns tidigare på Saab 24. I bombrummet på T 18B kunde man montera en 57 mm automatkanon m/47. Denna kanon kunde skjuta både pansarbrytande och högexplosiva projektiler med eldhastighet om 180 skott i minuten, det vill säga 3 skott per sekund. Den hade ett trummagasin med 40 patroner och en extra i patronrännan men många historier berättar att man laddade en patron i loppet innan man flög iväg (liknande det man gjorde med bkan 1), alltså 42 patroner totalt.
År 1949 testades en ny installation med två 40 mm Bofors automatkanoner i stället för 57 mm akan m/47. Tryckstötarna i samband med eldgivning var dock så stora att plexiglasnosen splittrades vilket gjorde att utprovningen avbröts.

### Bomber
Saab 18 var från början bara konstruerad att bara bära 1000 kilo bomber men på grund av sina goda flygegenskaper kunde man bära 1400 kilo bomber utan problem. Eftersom man inte fick plats med mer bomber i kroppen och en nykonstruktion av bombrummet inte var möjligt valde man att fästa 400 kilo av 50 kg bomber under vingarna mellan kropp och motorkåpa. 
Saab B 18A kom från början bara att användas som vanligt bombplan men som alla andra bombplan i det svenska flygvapnet (förutom B 1, 2, 3) bestämde man att det skulle bli ett störtbombsplan. Eftersom bombsikte m/42B inte var färdigutvecklat så utrustade man B 18A med bombgafflar som fästes på den främre väggen av bombrummet tillsammans med annan tillsatsutrustning. Bombgafflar användes enbart för 500 kilos bomberna. Bombgafflarna var två stycken vilket gjorde det möjligt att släppa de två bomberna separat. Bombgafflarna gjorde även tjänst på B 18B då man inte hade bombsikte m/42B monterat. 
Bombrummet hade sju kroppsbombställ varav två var för 50 kilos bomber som monterades på rader om 5. De andra fem var för att kunna montera 250 och 500 kilos bomber. På vingarna fanns det två vingbombställ som var höll 4 stycken 50 kg bomber.
B 18 kunde bära många slags bomber: 
500 kg bomber:
- Minbomb m/41

250 kg bomber:
- Minbomb m/37
- Minbomb m/40
- Övningsbomb m/40

50 kg bomber:
- Minbomb m/37
- Sprängbomb m/42
- Brandbomb m/42 (bara under vingarna)
- Lysbomb m/32
- Lysbomb m/43
- Bombkapsel m/43 som håller 2 st 12 kg sprängbomb m/39G + 1 st 12 kg sprängbomb m/37 eller 3 st 6 kg brandbomb m/39
- Övningsbomb m/40
- 8 kg övningsbomb m/40 (kunde fästas under vingarna med tillsatsstöd)

T 18B kunde även bära en 1000 kg minbomb m/47 i bombrummet. Den var monterad 9⁰ framåt i bombrummet för att få plats. 
Torpeden på prototypen av T 18B var en 53 cm torped (troligtvis kallad torped fm/45) på 950 kg och monterades 4,5⁰ grader framåt i bombrummet för att få plats. För en lyckad fällning behövde den släppas på 15 meters höjd. 
En experimentell rökbomb kallad Rökbomb m/39 testades också under prototypstadiet av T 18B. Den var baserad på dimbildare m/39 (en typ av anordning man monterade på magen av flygplan för att skapa en rökridå efter planet). Det är okänt om den såg tjänst hos T 18B.
Det finns även en officiell lista som nämner 350 kilos bomber för B 18A. Det är inte en felstavning då det står bombupphängning 250-350 kg. Dessa är troligen någon form av testbomber som rök eller brandbomber som inte såg tjänst i större omfattning eftersom de saknas i flygplanens manualer.

### Raketer

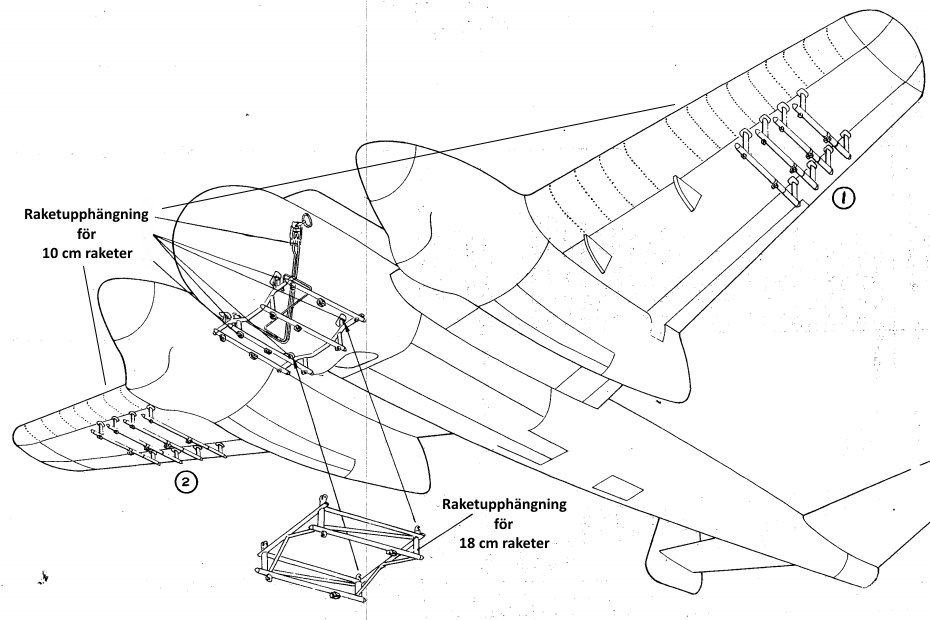
Raketställ för Lätta raketer och tunga raketer för B 18B

1946 testades en B 18 med raketer för att utveckla raketinstallationer för B 18 och J 21. 8 cm pansarraket m/46 och 15 cm sprängraket m/46 (RP-3) testades. Dessa raketer gjorde aldrig någon större tjänst på Saab 18 på grund av att de var gamla brittiska modeller från andra världskriget. Sverige ville utveckla sina egna moderna raketer. Bofors fick uppdraget att utveckla dessa men det tog längre tid än väntat och B 18B och T 18B fick först sina raketramper 1949. Denna modifikation tillsammans med nya taktiker gjorde även att de officiellt omklassificerades till attackflygplan.
Under vingarna på B 18B och T 18B kunde man montera åtta lätta raketer. på B 18B kunde man under nosen montera ytterligare fyra lätta raketer eller två tunga raketer. De lätta raketerna var uppdelade i 8 cm och 10 cm raketer. Detta berodde på diametern på raketmotorn och inte diametern på stridshuvudet som annars står i raketens beteckning. Trots detta delade alla lätta raketer samma upphängning.
Brittiska typer hade en diameter på ca 8,25 cm (3,25 tum) medan svenska typer hade en diameter på 10,3 cm på raketmotorn.

#### Lätta raketer
- 3 inch rocket projectile (RP-3):
  -  8 cm pansarraket m/46A (Shot, 25 lb., Armour Piercing Mk. I)
  -  8 cm pansarraket m/46B (Shot, 25 lb., Armour Piercing Mk. II)
  -  8 cm pansarraket m/46C (Shot, 25 lb., Armour Piercing Mk. II med svepta fenor)
  -  15 cm övningsraket m/46 (Head, 60 lb., Practice Mk. I)
  -  15 cm sprängraket m/46 (Shell, 60 lb., Semi Armour Piercing" No. 2 Mk. I eller Mk. II)

- Bofors 10 cm raket:
  -  10 cm övningsraket m/47

- Bofors 10,3 cm raket:
  -  14,5 cm pansarsprängraket m/49
  -  14,5 cm pansarsprängraket m/49A
  -  14,5 cm pansarsprängraket m/49B
  -  15 cm sprängraket m/51
  -  15 cm sprängraket m/51A
  -  15 cm sprängraket m/51B

#### Tunga raketer
- Bofors 18,4 cm raket:
  -  18 cm halvpansarraket m/49 (mot sjömål)
  -  18 cm halvpansarraket m/49A (mot sjömål)
  -  18 cm halvpansarraket m/49B (mot sjömål)

### Robotar

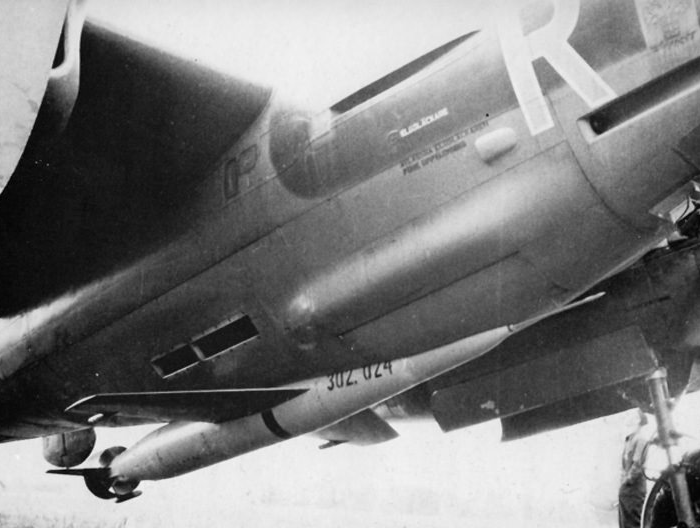
T 18B modifierad som robotbärare för Robot 302

Man testade även sjömålsroboten Rb 302 på T 18B. Man valde ut en T 18B (nr18342) Gul Rudolf som testflygplan. Roboten monterades i bombrummet men majoriteten av den var utanför kroppen. Roboten fungerade lite som en torped då den skulle dyka under vattnet och träffa sjömålen under sidopansaret. Man byggde bara 35 st Rb 302 och nummer 24 kan synas på en bild av en T 18B med Rb 302 monterad.

### Stolar
Saab 18 hade 4 stolar varav 3 användes av besättningen. Den fjärde var en reservstol. 
Den första stolen var förarstolen som satt i den främre delen av sittrumshuven. Denna kunde höjas och sänkas i höjdled på pilotens begäran med en liten spak på vänstra sidan. 
Den andra stolen var signaliststolen och denna satt i den bakre delen av sittrumshuven bakom förarstolen och var vänd bakåt. Även denna kunde höjas och sänkas på samma sätt. 
Den tredje stolen var spanarstolen och denna satt i glasnosen på planet. Spanarens stol var annorlunda och satt på en svivelarm så spanaren kunde röra på sig i glasnosen fastspänd för att få bättre sikt utan och vara i fara för att ramla omkull om planet behövda göra kraftiga manövreringar. Stolen kunde även låsas i 4 olika horisontella lägen. 
Den fjärde stolen var en reservstol och satt under signalisten på högra sida av planet (sett från pilotens ögon). Denna skulle användas av spanaren vid nödlandningar. Den ska även ha använts av passagerare som extrapersonal och stabschefer vid enstaka tillfällen. Stolen var en enkel rördesign som kunde fällas in mot väggen.

### Katapultstolar
1947 skickade man en B 18B till Centrala Flygverkstaden och Centrala Flygmaterialförrådet, Arboga "CVA" för att testas med katapultstol och den 13 Maj 1949 även T 18B. Från 1948 började man modifiera B 18B med katapultstolar och från 1949 T 18B. Akter akan tog man bort då den var i vägen för katapultstolen samt att hastigheten på moderna jetflygplan som Mig-15 och J 29 Tunnan hade gjort den föråldrad. Man minskade även personalen till 2 då man inte kunde implementera en katapultstol till spanaren. 
Vissa individer fick även en ny frontrutekonstruktion på sittrumshuven vid denna modifikation. Den nya frontrutan var rundad och dubbelkrökt och saknade de tidigare spröjsarna, vilket gav föraren bättre sikt förutom att den var bättre ur aerodynamisk synvinkel.

### Pansar och skydd
Saab 18 hade ett flertal pansarsköldar spridda över planet för att skydda besättningen och vitala delar från fientlig eldgivning som t.ex. splitter från luftvärn och flygplan. Förutom att skydda mot splitter så kunde pansarsköldarna stoppa lätta projektiler på nära avstånd och grova pansarbrytande projektiler på längre avstånd.
Det fanns 6 pansarsköldar i planet varav 2 var uppdelade i två delar för att låta vajrar och vapen gå igenom. 4 var vertikala och skulle skydda mot eldgivning bakifrån och 2 var horisontella och skulle skydda mot eldgivning ovanifrån och underifrån planet.
Den första pansarskölden var horisontell och satt på golvet under föraren och spanaren. Den började där glasnosen slutade och slutade där instigningsluckan började.
Den andra pansarskölden var vertikal och satt bakom spanaren och var uppdelad i två delar lför att spanarens akan skulle kunna skjuta bakåt samt göra det lättare för besättning att kunna komma till instigningsluckan.
Den tredje pansarskölden var vertikal och var belägen mellan föraren och signalisten.
Den fjärde pansarskölden var vertikal och var belägen framför signalisten, alltså bakåt i planet. Den nedre delen av skölden var vinklad inåt för att ge signalisten lite skydd underifrån.
Den femte pansarskölden var horisontell och satt ovanför bombrummet och var uppdelad i 2 delar för att ge plats åt vajrarna för styrorganen. Dessa skulle skydda hydraulik och bränsleapparater från eldgivning ovanifrån.
Den sjätte och sista pansarkölden var vertikal och satt bakom bombrummet för att skydda bomberna och ge extra skydd för besättning.

## Varianter och beteckningar
Totalt producerades 245 individer av Saab 18 i grundmodellerna B 18A, B 18B och T 18B.
Typspecifikationer
- (1938) – P 8 Alt I – Hög- och låganfalls bombflygplans kriterier uppsatta av flygförvaltningen för vad som kom att bli B 18A och B 18B. Denna projekterade variant skulle vara beväpnad med 3 rörliga 13 mm akan m/39 i nos- och akterpositioner. Dess bomblast skulle bestå av 3 stycken 250 kg bomber eller 12 stycken 12-50 kg bomber. Detta projekt kom senare att smälta samman med Alt II.[4]
- (1938) – P 8 Alt II – Störtbombflygplans kriterier uppsatta av flygförvaltningen för var som kom att bli B 18A och B 18B. Denna projekterade variant skulle vara beväpnad med 2 rörliga 13,2 mm akan m/39 i nos- och övre akterposition. Dess bomblast skulle bestå av en 500 kg bomb eller två stycken 250 kg bomber. Detta projekt kom senare att smälta samman med Alt I.[4]
- (1938) – P 8 Alt III – Torpedflygplans kriterier uppsatta av flygförvaltningen för var som kom att bli T 18B. Skulle vara beväpnad med 3 rörliga 13,2 mm akan m/39 i nos- och akterpositioner. Bomlasten bestod av en torped eller dimbildare.[4]
- (1938) – P 8 Alt IV – Jaktflygplans kriterier uppsatta av flygförvaltningen för var som skulle blivit BJ 18B. Skulle vara beväpnad med 2 rörliga 13,2 mm akan m/39 i nos- och övre akterposition samt 2 stycken fasta 13,2 mm akan m/39 och två stycken fasta 20 mm akan m/41. Bomblasten bestod av ett obestämt antal 12 kg bomber.[4]

Projektering
- (1939) – AFF G.1 – AFFs projekt för att vinna kontraktet för fpl 18. G.1 var ett midlågvingat tvåmotorigt flygplan med glasnos likt Caproni Ca.313.[5]
- (1939) – Götaverken G.P.8 (P8A) – Götaverkens projekt för att vinna kontraktet för fpl 18. G.P.8 var ett högvingat tvåmotorigt flygplan med glastrappnos likt North American B-25.[5]
- (1939) – ASJA L 11 (P8A) – Detta var ASJAs projekt för att vinna kontraktet för fpl Konstruerad från april 1939 denna variant kom att tävla mot Götaverkens G.P.8 och AFFs G.1 för att få kontrakt med flygvapnet om beställning. ASJA L-11 vann tävlingen då AFF och ASJA gick ihop för att bli SAAB. AFFs G.1 skrotades då för att dess originaldesigner hade slutat och Götaverkens G.P.8 gick ur tävlingen då Götaverken inte kunde producera sitt projekterade flygplan. L-11 skiljer sig primärt från Saab 18 i att den har ett nosställ i stället för Saab 18s draghjul.[5]

Bombvarianter
- (1942) – B 18A – Störtbombflygplan och (senare vanligt bombflygplan) baserad på P 8 Alt I och II specifikationerna och den första Saab 18 varianten att byggas. Bestyckad med två SFA Twin Wasp STWC-3 stjärnmotorer, tre 13,2 mm akan m/39 och en bomblast på 1400 kg denna variant var först projekterad att agera störtbombare då den var försedd med dykbromsar och bombgafflar. Då dykbromsarna inte fungerade som de skulle omdefinierades B 18A till vanligt bombflygplan och kom enbart att se tjänst från 1944 till 1945 då den ersattes av B 18B. Under sin korta tjänst som bombflygplan testade man att göra om ett par individer med dubbelkommando då man vänt på signalistens stol för att ganska kostnadseffektivt göra om planet till ett träningsplan där flyginstruktören sitter i den omvända signaliststolen och dirigerar.[6]
- (1944) – B 18B – Störtbombflygplan (senare attackflygplan) av Saab 18 baserad på P 8 Alt I och II specifikationerna . Bestyckad med två SFA DB 605 B radmotorer, två 13,2 mm akan m/39 och en bomblast på 1500 kg denna variant var projekterad att fixa alla problemen med B 18A. B 18B var bestyckad med ett nytt revolutionerande bombsikte som gjorde det möjligt att störtbomba träffsäkert i enbart låga grader av dykningar vilket gjorde att man inte behövde bombgafflar eller dykbromsar. Även ett par B 18B kom att användas med dubbelkommando. 1949 ombeväpnades alla B 18B med 12,7 mm akan m/39 och fick förstärkning för attackraketer samt ny radio och sent 1949 byggdes 24 stycken B 18B om med  Katapultstolar. 1950 byttes även de gamla reflexsiktena model 37 ut mot gyroreflexsikte K14. Den kom även att få en ny alternativ beteckning i form av A 18B då man slutade kalla flygplanet bombflygplan och istället attackflygplan. Användningen av namnet användes mest då planet flög attackuppdrag (uppdrag med raketer) medan originalbeteckning användes för bombuppdrag.[7][8][6]
- (1945) – B 18R – 3st B 18A som planerades att modifieras med reamotorer under mitten av 40-talet. Ett av planen skulle få en STAL reamotor. Byggdes inte på grund av T 18B projektet.[9][6]

Spaningsvarianter
- (1945) – S 18A – Spaningsflygplan baserad på B 18A. Efter att B 18A hade gått ur tjänst som bombflygplan modifierades de till spaningsflygplan.[6]
- (1945) – S 18B – Spaningsflygplan baserad på B 18B. Det var i början tänkt att använda B 18B som spaningsplan, men detta kom aldrig att hända då man modifierade gamla B 18A.[10][6]

Torpedvarianter
- (1941) –  T 18A – Torpedflygplan baserad på P 8 Alt III specifikationerna. Detta var en tidig plan för T 18B baserad på B 18A. Bestyckad med två SFA Twin Wasp STWC-3 stjärnmotorer och samma beväpning som T 18B. Byggdes inte på grund av att torpedrummet var för litet och att B 18B var en bättre plattform.[11][4]
- (1945) – T 18B – Torpedflygplan (senare attackflygplan) av Saab 18 baserad på av B 18B. Denna variant var byggd för torpedfällning men då den visade sig vara för snabb för torpedfällning blev den istället anpassad till ett effektivt attackflygplan. Den var från början tänkt att betecknas T 18C men detta blev senare T 18B med ett nytt beteckningssystem. Under projektets gång planerades det både en torpedlast och en last i form av en 57 mm akan. Med torpedlast skulles planet betecknas T 18B-1 och med akanlast T 18B-2 dock så kom detta inta att ske då planet inte kunde släppa torpeder. Under sin tjänst kom T 18B att see samma typer av uppgraderingar och modifieringar som B 18B.[1]

Jaktvarianter
- (1945) – BJ 18B – Nattjaktflygplan baserad på T 18B med 100 oktans bränsle eller nya double-waspmotorer på ca 2000 hk/st. Ovanpå de existerande kanonerna skulle den ha 4 st 20 mm akan m/45 i en balja (kapsel) under nosen med 175 patroner per kanon. Bortom tyngre beväpning skulle denna variant haft en radom i nosen.[11] En annan möjlig beteckning skulle ha varit J 18C.[12][6]

## Saab18 på förband
| Benämning | Antal | Tidsperiod | Typ              | Basering                        |
| Sverige   | Antal | Tidsperiod | Typ              | Basering                        |
| --------- | ----- | ---------- | ---------------- | ------------------------------- |
| B 18A     | 62    | 1944–1946  | Bombflygplan     | Baserad på F 1, F 7, F 14, F 17 |
| B 18B     | 120   | 1945–1953  | Bombflygplan     | Baserad på F 1, F 7, F 14, F 17 |
| T 18B     | 62    | 1947–1958  | Attackflygplan   | Baserad på F 17                 |
| S 18A     | 62    | 1946–1959  | Spaningsflygplan | Baserad på F 3, F 11, F 21      |

## Existerande exemplar
Inga flygplan sparades för utställningsändamål. Det exemplar som finns att beskåda på Flygvapenmuseum är flygplanet Röd David vilken ingick i en grupp om åtta flygplan, som tvingades nödlanda under en snöstorm den 10 februari 1946. Flygplanen kom från 1:a divisionen (Niklas Röd) vid Hallands flygflottilj och skulle flyga från Halmstad via Västerås och Luleå till Kalixfors. Ett av dem, 18172 ("Röd David"), nödlandade på en istäckt sjö. Besättningen klarade sig oskadda men flygplanet gick genom isen. Eftersom planen var reparerbara efter nödlandningarna påbörjades bärgning av de plan som gått igenom isen. Dock tappades Röd David vid bärgningsförsöket och blev liggande på botten till 1979, då det slutligen bärgades från Härnösands hamn, där det då legat i 33 år. Ett annat, 18180 ("Röd Niklas") försvann med tre mans besättning och saknas än idag. Restaureringen av 18172 genomfördes av frivilliga flyghistoriker. 

## Galleri

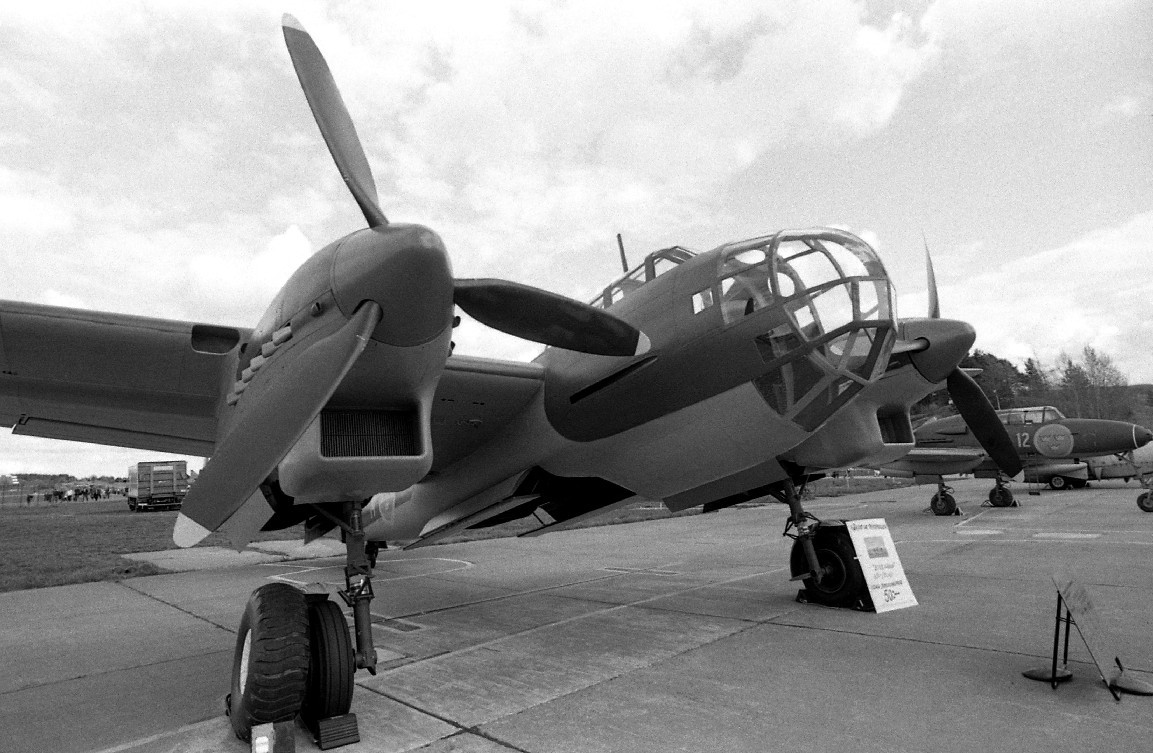
Restaurerad B 18B vid Flygvapenmuseum.
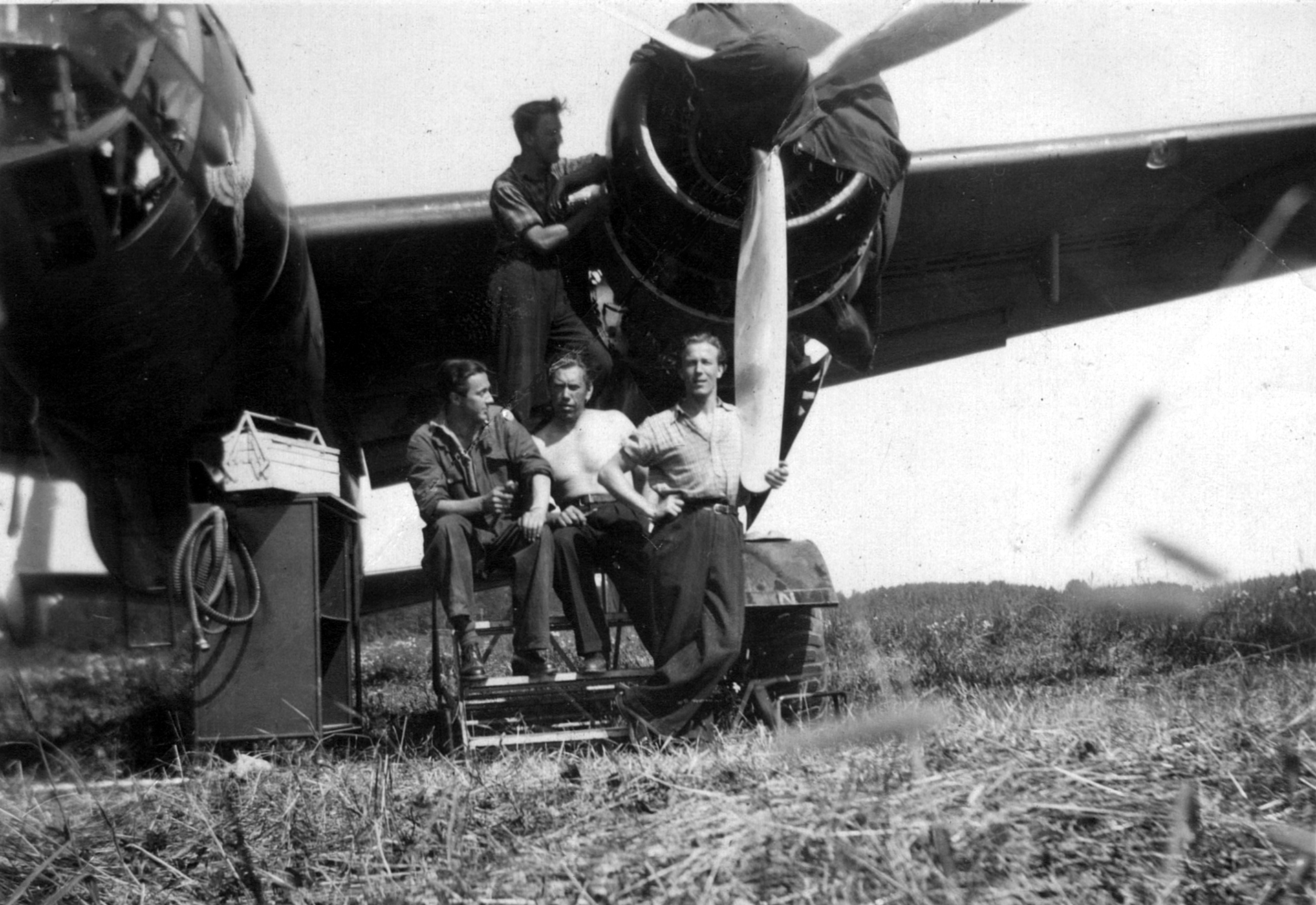
Saab B 18A på service på F 4 Frösön strax efter andra världskriget.
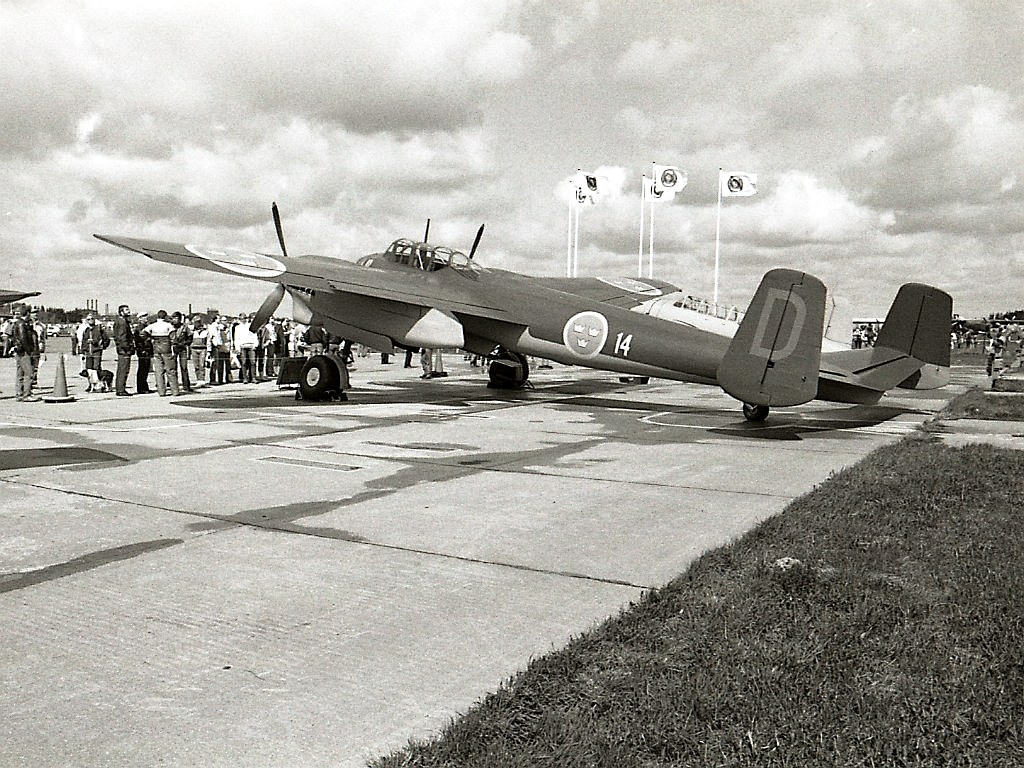
B 18B bevarad i dag på Flygvapenmuseum.
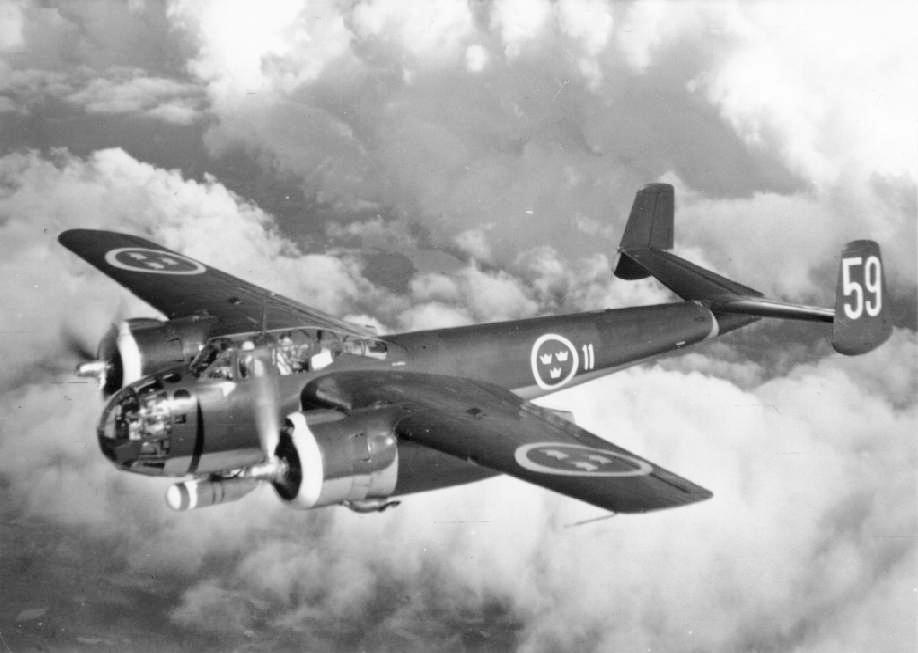
S 18A